# Тојота Корола 1000
„Тојота Корола 1000” је југословенски и хрватски ТВ филм из 1974. године. Режирао га је Ненад Пуховски а сценарио је написао Слободан Сембера,

## Улоге
| Глумац         | Улога |
| -------------- | ----- |
| Иво Фици       |       |
| Бисерка Ипша   |       |
| Раде Шербеџија |       |